# Ju-on: Rancore (videogioco)
Ju-on: Rancore — Un simulatore di paura, conosciuto in Giappone come Kyōfu Taikan: Juon (恐怖体感 呪怨? lett. "Sensazione di paura: la maledizione del rancore") e Ju-on: The Grudge — Haunted House Simulator in Nord America, è un videogioco del genere avventura grafica in prima persona, sviluppato per il Wii.
Si tratta di un adattamento della serie di film horror giapponese Ju-on, diretto da Takashi Shimizu, regista anche del film originale. Il gioco è stato sviluppato dalla Feelplus e pubblicato in Giappone da AQ Interactive il 30 luglio 2009 in Nord America e in Europa, rispettivamente da Xseed Games e Rising Star Games.

## Trama
Una leggenda sostiene che, quando una persona muore con un rancore profondo e ardente, nasce una maledizione. È il caso di una casalinga vissuta a Nerima, Kayako Saeki, assassinata in modo raccapricciante, dando così luogo a una maledizione così potente che minaccia di uccidere ad un ritmo inimmaginabile. La maledizione si manifesta contro coloro che vi vanno incontro, entrando nella casa di Saeki o anche solo essendo in contatto con qualcuno già maledetto. Nel gioco una ragazza, Erika Yamada, si trasferisce con la famiglia nella casa maledetta attirando su di sé la maledizione.
Ogni storia è vista dalla prospettiva di un personaggio diverso, riprodotta in specifici scenari. Ci sono quattro episodi; un quinto livello, nonché finale, può essere sbloccato, trovando degli oggetti speciali nascosti nei livelli. Tutti i personaggi giocabili fanno parte della stessa famiglia.

### 1º episodio: Fabbrica desolata
La famiglia di Erika si trasferisce in casa Saeki. Il cane di famiglia, Ivy, corre via in una fabbrica abbandonata. Erika decide di avventurarsi nella fabbrica per ritrovare Ivy. La ragazza entra in un ascensore che però si guasta, e deve cercare di riattivare la corrente. Dopo aver fatto questo, Erika insegue Ivy e riesce a ricongiungersi a lui. Durante questa avventura farà vari incontri spiacevoli con lo spettro di Kayako, che incomincerà a perseguitarla. Ad un attacco improvviso di questi la ragazza fugge dalla fabbrica, preceduta dal cane che le agevola la strada, ma alla fine viene ucciso. Tornando a casa, chiama gli altri i suoi familiari, ma nessuno risponde, così si deciderà a scoprire che cosa stia succedendo.

### 2º Episodio: L'ospedale abbandonato
Michiko ("Miki"), la madre di Erika, è da circa un mese ricoverata in ospedale. Occasionalmente, i figli e il marito le fanno visita. Una notte, svegliandosi, avverte la presenza di un bambino, Toshio Saeki, che gironzola per i corridoi della struttura. Il telefono squilla, ma tutto il personale ed i pazienti sembrano essere scomparsi. Girando cautamente la donna si dirige sul tetto. Lì Toshio tenta di spingerla fuori, ma non ci riesce. Poi, apparirà Kayako, che riuscirà ad ucciderla.

### 3º Episodio: Gli appartamenti disabitati
Kenji ("Ken"), un ragazzo delle consegna, fratello di Erika e figlio di Michiko, è sulla strada che conduce verso casa durante il suo giro di consegne, e vede un pacchetto sul marciapiede di fronte a tre edifici. Il pacchetto è indirizzato al Terzo Appartamento in costruzione, il nº 301, così decide di consegnarlo. Quando raggiunge l'appartamento, il pacchetto, come per magia, si trasforma in Kayako. Ken, terrorizzato, fugge, mentre Kayako e Toshio lo inseguono. Ken si ferma prima dell'uscita girandosi per osservare se qualcuno sta continuando ad inseguirlo, ma non vede nessuno. Proprio mentre sta per andarsene, Kayako gli appare improvvisamente di fronte e lo uccide.

### 4º Episodio: La sventura del sorvegliante
Il padre di famiglia, Hiroshi ("Hiro"), sta lavorando come guardia di sicurezza, nel corso della notte in una fabbrica di manichini. Improvvisamente si accorge, grazie ad una telecamera di sicurezza, della presenza di una persona che si aggira nella fabbrica, ma improvvisamente viene a mancare la corrente. Dopo averla ripristinata, Hiroshi esce dall'edificio, ma Kayako lo attacca e lo uccide.

### 5º Episodio: La casa maledetta
Dopo essere sopravvissuta, Erika va a casa. Lei e la sua famiglia vivono nella stessa casa dove Takeo Saeki assassinò brutalmente la moglie e il figlio. Erika scopre che la sua casa è abbandonata, rimanendo bloccata e intrappolata in essa da Kayako e dai suoi capelli contorti, che la costringono ad andare in esplorazione. Lei è tormentata da visioni della sua famiglia violentemente uccisa, poi scopre il corpo di suo padre in soffitta. Sentendo Ivy abbaiare si dirigerà al piano inferiore. Dopo essere scesa si renderà conto che ad abbaiare non era Ivy, ma Kayako che gli faceva da esca. Lo spettro striscia giù per le scale, e si butta su Erika. La ragazza, impotente e incapace di reagire, viene trascinata in soffitta e qui viene uccisa. L'ultima scena mostra Erika che fa cadere la torcia spenta, a causa della batteria scarica.

## Modalità di gioco
Il telecomando Wii viene utilizzato per indirizzare il personaggio e anche come torcia, ma invece di usare gli infrarossi, il gioco utilizza l'accelerometro. Il movimento è eseguito dal telecomando Wii e il pulsante B. Se si preme B il giocatore farà muovere il personaggio nella direzione in cui è puntata la torcia. Il giocatore è sotto pressione perché non può restare nello stesso posto troppo a lungo a causa delle batterie della pila, che potrebbero scaricarsi. Il gioco offre anche un misuratore di movimenti del telecomando Wii, in modo che più il giocatore è impaurito, peggiore è il suo risultato.
Sono disponibili cinque scenari giocabili in Ju-on: The Grudge: una fabbrica abbandonata, un ospedale e una fabbrica di manichini, oltre ad un complesso di appartamenti e la residenza di Saeki. Il magazzino è il primo livello giocabile. Nella maggior parte dei casi, la torcia è l'unico mezzo per consentire al giocatore di vedere, per cui è necessario prendere delle batterie che si trovano in tutti i livelli. Se la torcia esaurisce le batterie, diventerà tutto buio, così Kayako potrà scagliarsi sul giocatore, uccidendolo, il che porterà ad un game over. Il livello della batteria viene visualizzato sotto forma di un indicatore di carica, posto in basso a sinistra del display. Se nel gioco si incontra il fantasma di Kayako Saeki, è possibile scuotere il Telecomando Wii per allentare la sua presa. Inoltre, quando appare Kayako, è possibile ascoltare i suoi versi attraverso l'altoparlante del telecomando Wii.

## Sviluppo
Un gioco di adattamento video della serie Ju-on è stato confermato il 22 maggio 2009. Poco dopo, una demo del gioco è stata svelata alla mostra, E3 2009, dove Games Xseed lo ha descritto come una "simulatore di casa infestata", piuttosto che un tradizionale gioco horror. Il gioco non presenta alcun combattimento, si basa sull'esplorazione e tattiche.